# Krasnokamsk
Krasnokamsk (tiếng Nga: Краснокамск) là một thành phố Nga. Thành phố này thuộc chủ thể Perm Krai. Thành phố nằm bên hữu ngạn sông Kama, 35 km về phíat tây Perm theo đường bộ. Thành phố có dân số 53.724 người (theo điều tra dân số năm 2002). Đây là thành phố lớn thứ 305 của Nga theo dân số năm 2002. Dân số qua các thời kỳ:  53,724 (Điều tra dân số 2002); 57,681 (Điều tra dân số năm 1989).